# Прессбургский арбитраж

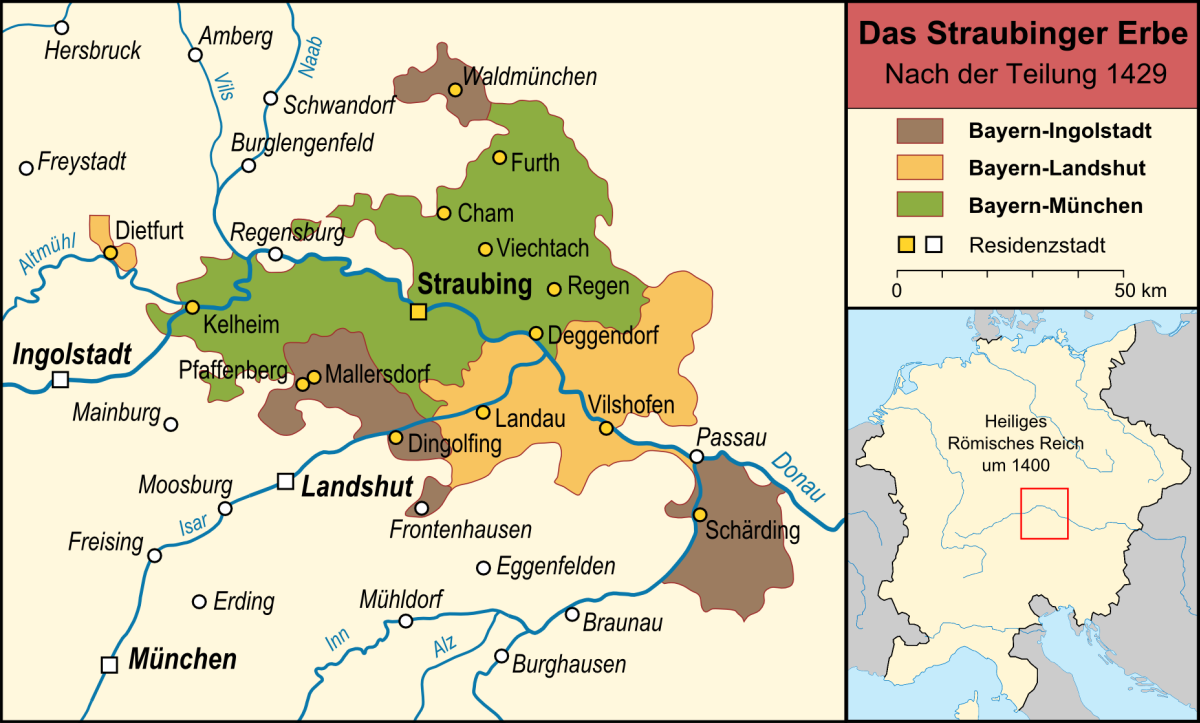
Раздел 1429 г.

Прессбургский арбитраж (нем. Preßburger Schiedsspruch) (Preßburger Spruch или Preßburger Schied) — 24 или 26 апреля 1429 г. император Священной Римской империи Сигизмунд приказал раздать баварскую часть бывшего герцогства Штраубинг-Голландия герцогам трех других баварских герцогств (Бавария-Ландсхут, Бавария-Ингольштадт и Бавария-Мюнхен).
Баварско-Штраубингская линия дома Виттельсбахов вымерла в 1425 г. после смерти. Иоганна III. Три другие линии — Бавария-Ландсхут, Бавария-Ингольштадт и Бавария-Мюнхен не смогли договориться о разделе баварской части герцогства Штраубингер-Лэндхен из-за разных юридических заключений. Попытка императора Священной Римской империи Сигизмунда урегулировать спор путем разделения спорной территории на три части встретила сопротивление герцога Баварии-Ингольштадта Людвига VII. В последующий период произошло сближение между ландсхутским герцогом Генрихом XVI и мюнхенскими герцогами Эрнстом и Вильгельмом III, но ситуация оставалась напряженной из-за спора по поводу должности пфлегера в Шердинге и распри с нижнебаварским дворянином Тристрамом Ценгером.
В апреле 1429 г. Прессбургским арбитражем герцогство Штраубинг делилось на четыре части между правящими герцогами, раздел был осуществлен 29 июня того же года. Затем комитет двадцати пяти Штраубинга прояснил любые спорные вопросы между Мюнхеном и Ингольштадтом без участия Ландсхута. Последствия спора о Штраубинге для Мюнхена и Ландсхута продолжали касаться поместий двух герцогств до 1434 г., поскольку Генрих отказался возместить Эрнсту и Вильгельму дополнительный доход, ожидаемый от разделения земель на три части.